# Mandalay

Mandalay (burmanski: မန္တလေ) je drugi najveći grad u Mjanmaru, odmah nakon Yangona.

## Zemljopis
Smješten je u središnjem dijelu države na obali rijeke Irrawaddy.

## Povijest
Grad je novijeg postanka. Osnovan je 1857. godine. Već 1860. je postao glavnim gradom Burme. Status je zadržao do 1885. godine. U 19. stoljeću podignute su brojne palače (Mya Nan San Kyaw). U drugome svjetskom ratu stradao je u japanskim bombardiranjima 1942. i 1945. godine. 1958. je godine dobio sveučilište. U kratkom razdoblju svog postojanja postao je kulturno (muzej umjetnosti) i vjersko središte. Budisti imaju brojne samostane, hramove, pagode u gradu i okolici. Samo na brježuljku Mandalay (240 mnv) ima 729 manjih pagoda.

## Gospodarstvo
Turizam i trgovina. Industrija tekstila (svilene tkanine), strojogradnja (poljoprivredni strojevi), talionica bakra, preradba čaja, pivovara; izradba srebrnih i zlatnih predmeta. U okolici je plodno tlo na kojem se uzgaja riža i čaj.

## Promet
Važno je prometno čvorište, što se poklapa s ulogom važnog turističkog i trgovačkog središta. Riječna luka. Međunarodna zračna luka Mandalay Chanmyathazi (ICAO: VYCZ) i Mandalay (ICAO: VYMD).

## Stanovništvo
2014. godine u Mandalayu je živjelo 1 225 546 stanovnika.

## Kulturne znamenitosti
- Palače
- Budistički hramovi, pagode, samostan. Ističe se Mahamuni s 3,8 m visokim Budinim kipom, Kyauktawgyi, Kuthodaw.[1]

## Popularna kultura
Veliki hotel, kazino i konvencijski centar Mandalay Bay u Las Vegasu nazvan je po ovom gradu.

## Galerija slika
- Mandalay - မန္တလေးမြို့